# Chiesa di San Rocco (Blankenberge)
La chiesa di San Rocco è un luogo di culto a  Blankenberge nelle Fiandre. Risale al XIX secolo.

## Storia

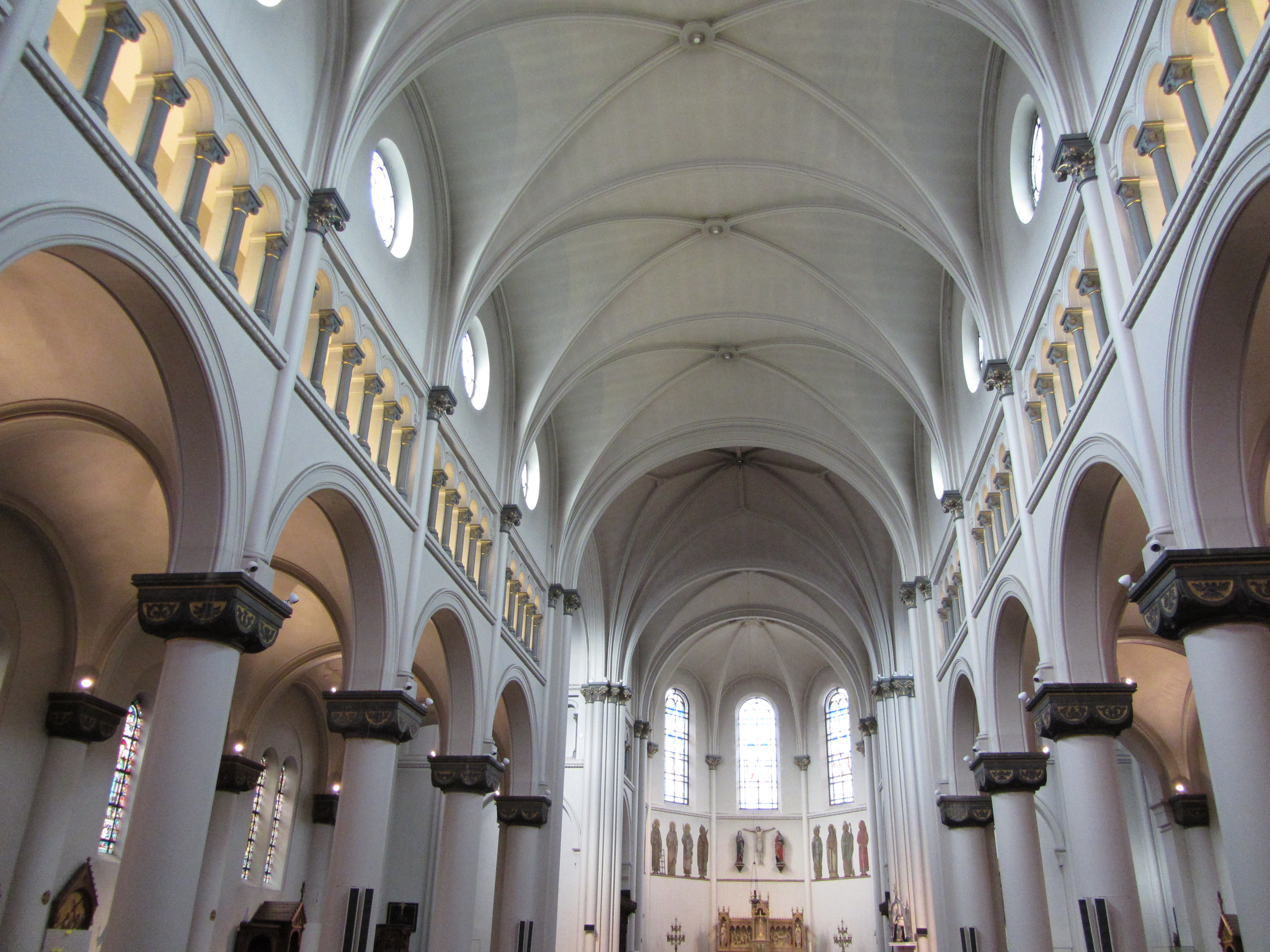
Interno

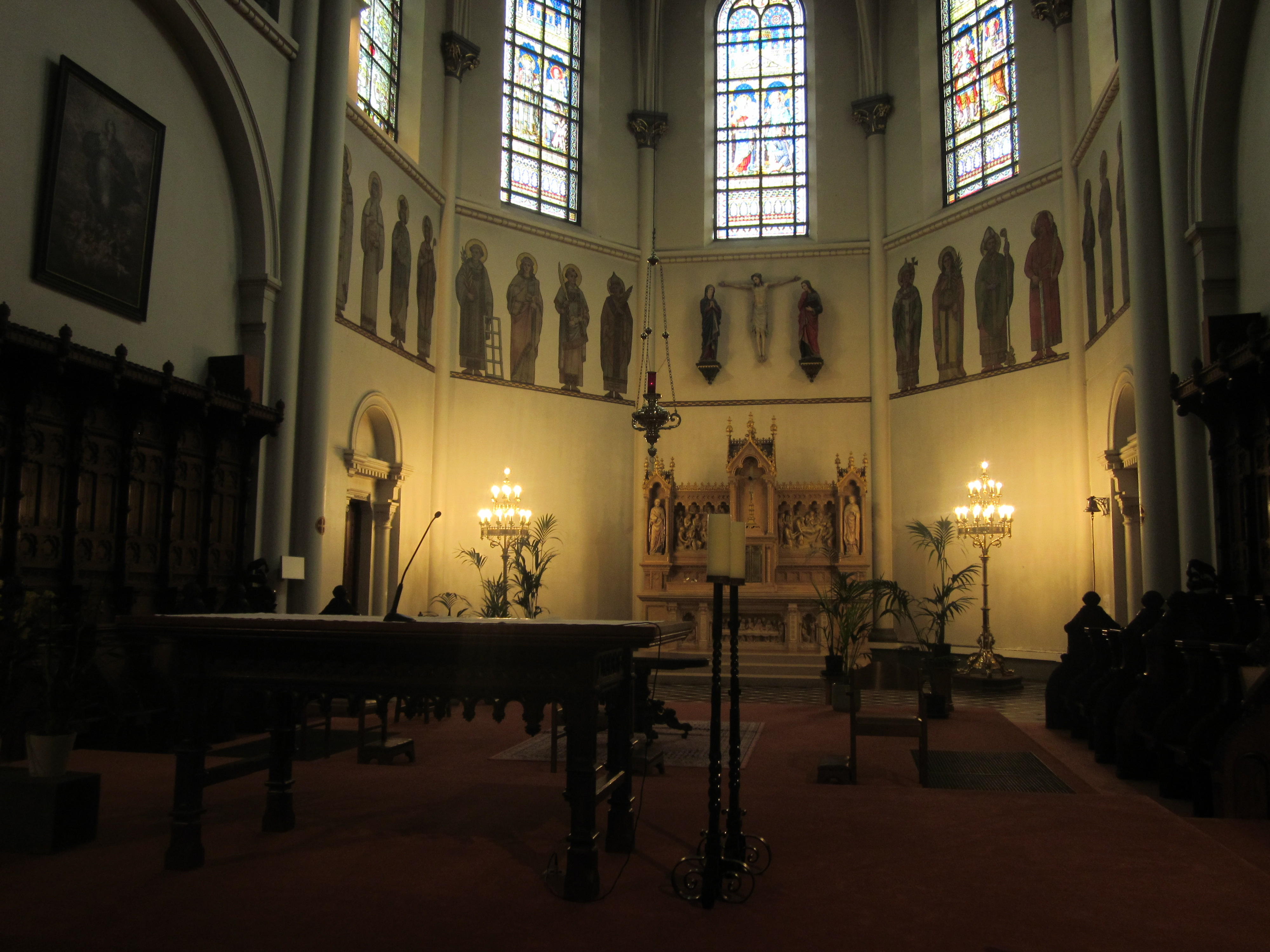
Abside con altare maggiore storico e altare postconciliare rivolto al popolo e coro.

La chiesa venne edificata tra il 1884 e il 1889 su progetto di Verhaegen e di J. de Bethune. La torre campanaria venne innalzata nel 1903.

## Descrizione

### Esterni
La chiesa si trova tra gli abitati di Albertstraat e di Elisabethstraat e mostra orientamento verso nord est. L'esterno è in mattoni rossi a vista e la sua struttura la rende una delle poche chiese neoromaniche della regione.

### Interni
L'interno è ampio, a basilica.
Nella sala nei primi tempi era presente l'organo a canne Berger proveniente dalla chiesa di Sant'Antonio e in seguito la fabbrica di organi di Bruxelles Georges Cloetens consegnò un nuovo strumento, ricostruito e ampliato tra il 1964 e il 1977. Gli stalli lignei nel coro risalgono al 1909.